# Stan Getz Quintet – Jazz at Storyville
Stan Getz Quintet – Jazz at Storyville – koncertowy album muzyczny nagrany przez kwintet amerykańskiego saksofonisty jazzowego Stana Getza.

## O albumie
Występ zespołu zarejestrowano 28 października 1951 w bostońskim klubie Storyville, którego właściciel – George Wein – zaangażował Stan Getz Quartet na dwa tygodnie. Lokalna stacja radiowa często nadawała audycje z tego klubu transmitując koncerty muzyków na swojej antenie.  Zostało to wykorzystane przez wytwórnię Royal Roost Records, z którą Getz miał kontrakt, i pod koniec pierwszego tygodnia ich pobytu w Storyville jeden z takich występów został nagrany.
Pierwszy LP Stan Getz Quintet – Jazz at Storyville zawierał tylko cztery utwory.  Wydany został przez Roost Records w 1952 na płycie o średnicy 10 cali. Kolejne wydania: Roost RLP 2209 (już na 12-calowych LP) zawierały o dwa utwory więcej. Podczas tej samej sesji zarejestrowano także inne utwory grane przez zespół Getza. Wydane zostały w 1957 na odrębnej płycie Stan Getz – at Storyville Vol. 2. Późniejsze reedycje na CD zawierają nagrania z obu tych LP razem (plus nagrania dodatkowe).

## Muzycy
- Stan Getz – saksofon tenorowy
- Al Haig – fortepian
- Teddy Kotick – kontrabas
- Jimmy Raney – gitara
- Tiny Kahn – perkusja

## Lista utworów (LP 10 ")
Strona A
| 1. | "Mosquito Knees" (Gigi Gryce) |  |
|    |                               |  |
| 2. | "Parker 51" (Jimmy Raney)     |  |
|    |                               |  |
Strona B
| 3. | "Thou Swell" (Lorenz Hart, Richard Rodgers)           |  |
|    |                                                       |  |
| 4. | "The Song Is You" (Oscar Hammerstein II, Jerome Kern) |  |
|    |                                                       |  |

## Lista utworów (LP 12")
Strona A
| 1. | "Pennies from Heaven" (Johnny Burke, Arthur Johnson) |  |
|    |                                                      |  |
| 2. | "Move" (Denzil Best)                                 |  |
|    |                                                      |  |
| 3. | "Parker 51" (Jimmy Raney)                            |  |
|    |                                                      |  |
Strona B
| 4. | "Thou Swell" (Lorenz Hart, Richard Rodgers)           |  |
|    |                                                       |  |
| 5. | "The Song Is You" (Oscar Hammerstein II, Jerome Kern) |  |
|    |                                                       |  |
| 6. | "Mosquito Knees" (Gigi Gryce)                         |  |
|    |                                                       |  |

## Informacje uzupełniające
- Producent – Charles J. Bourgeois
- Inżynier dźwięku – Arnold Ginsburg
- Nadzór wykonawczy, tekst (opis) na okładce – Nat Hentoff
- Projekt okładki – Burt Goldblatt